# Teoría del proceso dual del juicio moral

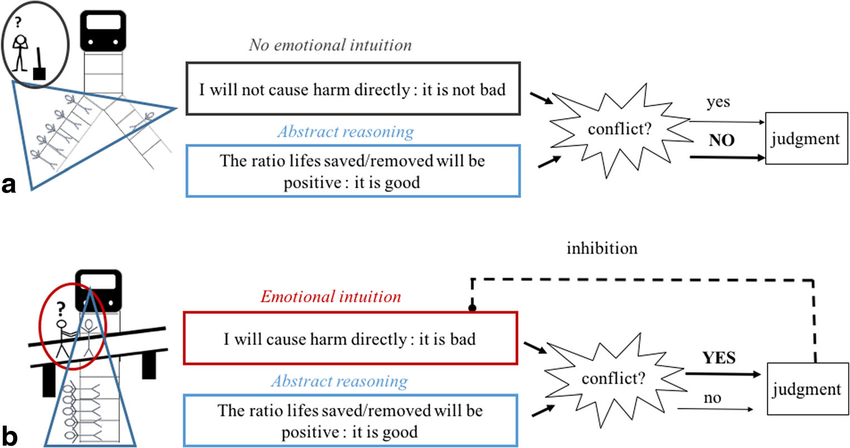
Imagen del Proceso de un Juicio Moral con Procedimiento Simultáneo

La teoría del proceso dual del juicio moral consiste en que hay dos sistemas de procesamiento simultáneo para realizar juicios morales, lo cual explica la posibilidad de más de una conclusión para el mismo problema. Esta teoría fue propuesta principalmente por Joshua Greene junto con Brian Sommerville, Leigh Nystrom, John Darley, Jonathan David Cohen y otros.

### Analogía de la cámara
Greene compara el proceso dual del cerebro con el modo dual de una cámara, en donde puedes tomar fotos con modo automáticos como modo retrato, acción y paisaje, pero también puedes cambiarlo a modo manual para hacer los ajustes necesarios a mano, por lo que estas cámaras son eficientes y flexibles. Cuando se toma una decisión, estas decisiones se pueden tomar de dos maneras, emocionales o racionales, las emocionales son como el modo automático y las racionales son el modo manual. En los dilemas morales, estos se separan en personales e impersonales, los personales están ligados con las emociones y los impersonales con el razonamiento, por lo el proceso del juicio moral depende del tipo de dilema moral que se percibe.

### Emociones vs. Razón
Las emociones morales están relacionadas con el interés o bienestar de un grupo social, y son evocadas por circunstancias que van más allá de la experiencia o intereses propios. Los sentimientos morales como la vergüenza, la pena, el orgullo y la envidia dependen de los intereses y el bienestar de los demás y son necesarios para decidir si ejecutar una acción o no dependiendo de si es socialmente aceptada o no, además estas emociones surgen como resultado de buscar reconocimiento o aceptación basándose en las reglas universales aceptadas por una sociedad. Por otro lado, estudios permiten concluir que neuro-humorales límbicos biológicamente antiguos de apego y aversión social están relacionados estrechamente con los mecanismos corticales para producir sentimientos y valores morales.
Las emociones intervienen en la moral y también surgen como consecuencia de una decisión moral, por lo tanto, deben de tomarse en cuenta. Es importante tomar en cuenta a las emociones porque son estas las que guían al comportamiento, pues para sentir emociones negativas se hacen o se dejan de hacer cosas, además pueden nublar a la razón evitando que se tomen las decisiones correctas. Es por eso que se compara con el conductismo, porque en este caso la emoción que surge como consecuencia sería el segundo estímulo y reforzador de la conducta.

#### Las emociones en el juicio moral
Denton y Krebs en su investigación hablan sobre que la toma de decisiones morales mediante la racionalización y las emociones, para esto revisaron evidencia psicológica y neurológica que respalda los modelos de doble proceso de toma de decisiones morales y discutieron sobre investigaciones que han intentado identificar los desencadenantes de los procesos racional-reflexivos y emocionales-intuitivos. Llegaron a la conclusión de que las personas pueden tomar decisiones de las dos maneras, racional y el emocional, en ocasiones interviene uno y otras el otro. Al final se sugiere que investigaciones futuras se dirijan a distinguir diferentes tipos de procesos emocionales, intuitivos, racionales y reflexivos.